# Sulfur de gal·li(III)
El sulfur de gal·li(III), de fórmula Ga₂S₃, és un compost químic de sofre i gal·li emprat en electrònica i fotònica per les seves propietats semiconductores.

## Estructura
El sulfur de gal·li(III) es presenta en quatre formes: l'α (hexagonal), l'α' (monoclínica), la β(hexagonal) i la γ (cúbica). La forma alfa és groga. Totes tenen cristalls amb l'estructura de la blenda de zinc on els cations gal·li(3+) ocupen posicions tetragonals. Les formes alfa i beta tenen les mateixes estructures que els sulfurs d'alumini.

## Propietats
Ga₂S₃ es desproporciona a altes temperatures formant un sulfur no estequiomètric: Ga₄Sx (4.8 < x < 5.2)
Ga₂S₃ es dissol en àcids i es descompon en atmosfera de sulfur d'hidrogen.

## Preparació
El Ga₂S₃ fou preparat per primera vegada el 1930 per A. Brukl i G. Ortner, de la Universitat de Viena, per reacció directa dels elements a alta temperatura i per W.C. Johnson i B. Warren escalfant gal·li en un corrent de sulfur d'hidrogen a 950 °C.
També pot preparar-se per reacció del clorur de gal·li(III) i sulfur de sodi.
El mètode d'obtenció determina la forma obtinguda. Així la reacció d'hidròxid de gal·li(III) amb sulfur d'hidrogen a diferents temperatures dona lloc a tres formes diferents: l'α a 1020 K, la β a 820 K i la γ a uns 873 K